# Circuitul Internațional Fuji
Fuji International Speedway este un circuit de curse auto din Japonia care a găzduit primele două curse de Formula 1 contând ca Marele Premiu al Japoniei.
Din 2007 circuitul va găzdui din nou Marele Premiu al Japoniei la Formula 1.